# Ексетър (тежък крайцер, 1929)
Ексетър (на английски: HMS Exeter (68)) е тежък крайцер на Британския Кралски флот, от времето на Втората световна война. Втори кораб от крайцерите тип „Йорк“. Последният в английската флота крайцер с осемдюймова корабна артилерия е заложен на 1 август 1928 г. в държавната военна корабостроителница Devonport Royal Dockyard, спуснат е на вода на 18 юли 1929 г., а влиза в строй на 27 юли 1931 г. Става петият (от 1680 г.) кораб, носещ това име (Ексетър е главен град на графство Девъншир). Взима участие в битката при река Ла Плата. Потопен е в сражението в Яванско море от 1942 г.

## История на създаването
Корабът от новия тип не се води за „вашингтонски“, тъй като има по-малка водоизместимост от договорната и е по-слабо въоръжен, отколкото типичните представители на този клас, строящи се тогава повсеместно с максималните договорни параметри. Последният в английския флот крайцер с осемдюймова артилерия е заложен на 1 август 1928 г. в държавната корабостроителница Devonport Royal DockYard. По време на церемонията по спускането на вода, състояла се на 18 юли 1929 г., той получава името „Ексетър“, ставайки петия кораб, носил това име. Военноморската база и корабостроителницата Девънпорт са част от пристанищния град Плимът. Към момента на построяването на крайцера това име не се е появявало в списъците на британския флот от около сто години.

## Конструкция
„Ексетър“ се различава от главния кораб на проекта по ширината на корпуса (по-широк е с 1 фут = 0,3048 m), нов тип надстройка (с куполовидна форма), броят хидросамолети и схемата за поместване на авиационното оборудване.

## История на службата

### Довоенна
Крайцерът влиза в състава на флота на 27 юли 1931 г., получавайки назначение във 2-ра ескадра крайцери на Атлантическия флот. За времето на служба в състава на 2-ра ескадра „Ексетър“ получава бордовата си авиация и авиационното оборудване. През 1933 г. „Ексетър“ получава назначение в 8-ма крайцерска ескадра от състава на Американо-Ийст-Индската военноморска станция.
През 1935 г., в отговор на нарастването на италианската военна мощ в африканските колония в Еритрея и Сомалия, граничещи с Абисиния, англичаните провеждат демонстрация на сила. Крайцерът „Ексетър“, заедно с крайцера „Аякс“ (HMS Ajax (22)), пристигат в Средиземноморието от Американо-Ийст-Индската ескадра. Всичко англичаните съсредоточават в зоната на напрежение седем линейни кораба, два самолетоносача, осем тежки и 13 леки крайцера, 70 разрушителя (в т.ч. разрушители от Флота на метрополията), 20 подводни и четири канонерски лодки. Демонстрацията на британската морска мощ няма успех и не предотвратява войната, която започва на 3 октомври с нахлуването на италианските войски.
Войната в Абисиния завършва през май 1936 г. с победа на Италия. След това „Ексетър“ и „Аякс“ се връщат на Бермудите. След завръщането си в състава на 8-ма ескадра „Ексетър“ възобновява представителната си дейност, „демонстрирайки“ флага на Великобритания в пристанищата на Северна и Южна Америка и на островите от Карибския басейн в течение на целия предвоенен период.

## Съдба на останките
Останките на кораба се намират в Яванско море.
През ноември 2016 г. е открит фактът за изчезването на останките на съда. Наблюдателите свързват изчезването с ръста на цените на скрапа в Югоизточна Азия. От дъното на морето на мястото на боя в Яванско море изчезват също така корпусите на два други нидерландски съда (HNLMS Java и HNLMS Kortenaer) и два британски (HMS Encounter и HMS Electra); изчезва и корпусът на американска подводница .

## Коментари
1. ↑  Всички данни са приведени по състояние към 1939 г.
2. ↑  Ексетър е главният град на графството Девъншир (Югозападна Англия, полуостров Корнуол.)